# Емілі Бетт Рікардс
Емілі Бетт Рікардс (англ. Emily Bett Rickards, нар. 24 липня 1991) — канадська акторка. 
Найбільшу популярність їй принесла роль Фелісіті Смоук в телесеріалі «Стріла». Вона отримала спочатку періодичну роль в шоу в серпні 2012 року, проте починаючи з другого сезону була підвищена до основного складу.

## Фільмографія
| Рік       |   | Українська назва           | Оригінальна назва      | Роль                                                 |
| --------- | - | -------------------------- | ---------------------- | ---------------------------------------------------- |
| 2012      | в |                            | Flicka: Country Pride  | Мері Мелоун                                          |
| 2012      | ф | Випадкові прояви романтики | Random Acts of Romance | молода дружина                                       |
| 2013—2020 | с | Стріла                     | Arrow                  | Фелісіті Смоук (155 епізодів)                        |
| 2014      | ф | Літо Дакоти                | Dakota’s Summer        | Крістен Роуз                                         |
| 2014—2017 | с | Флеш                       | The Flash              | Фелісіті Смоук (8 епізодів)                          |
| 2015      | ф | Бруклін                    | Brooklyn               | Петті                                                |
| 2015—2016 | с | Віксен                     | Vixen                  | Фелісіті Смоук (2 епізоди)                           |
| 2016—2017 | с | Легенди завтрашнього дня   | Legends of Tomorrow    | Фелісіті Смоук (4 епізоди)                           |
| 2017      | с | Супердівчина               | Supergirl              | Фелісіті Смоук (Епізод: "Crisis on Earth-X, Part 1") |
| 2018      | ф | Кумедна історія            | Funny Story            | Кім                                                  |
| 2023      | ф | Королева рингу             | Queen of the Ring      | Мілдред Берк                                         |
| 2024      | ф | Келаміті Джейн             | Calamity Jane          | Келаміті Джейн                                       |
| 2024      | ф | Елла і чорний ягуар        | Le Dernier Jaguar      | Аня                                                  |